# Нью-Вашингтон (Індіана)
Нью-Вашингтон (англ. New Washington) — переписна місцевість (CDP) в США, в окрузі Кларк штату Індіана. Населення — 595 осіб (2020).

## Географія
Нью-Вашингтон розташований за координатами 38°34′10″ пн. ш. 85°33′34″ зх. д. / 38.56944° пн. ш. 85.55944° зх. д. (38.569494, -85.559434).  За даними Бюро перепису населення США в 2010 році переписна місцевість мала площу 13,52 км², з яких 13,49 км² — суходіл та 0,04 км² — водойми.

## Демографія
Згідно з переписом 2010 року, у переписній місцевості мешкало 566 осіб у 238 домогосподарствах у складі 162 родин. Густота населення становила 42 особи/км².  Було 269 помешкань (20/км²).
Расовий склад населення:
| - 99,1 % — білих - 0,2 % — чорних або афроамериканців |

До двох чи більше рас належало 0,5 %. Частка іспаномовних становила 0,9 % від усіх жителів.
За віковим діапазоном населення розподілялося таким чином: 23,7 % — особи молодші 18 років, 58,8 % — особи у віці 18—64 років, 17,5 % — особи у віці 65 років та старші. Медіана віку мешканця становила 40,0 року. На 100 осіб жіночої статі у переписній місцевості припадало 84,4 чоловіків;  на 100 жінок у віці від 18 років та старших — 78,5 чоловіків також старших 18 років.
Середній дохід на одне домашнє господарство  становив 57 884 долари США (медіана — 70 227), а середній дохід на одну сім'ю — 64 849 доларів (медіана — 73 550). Медіана доходів становила 42 188 доларів для чоловіків та 38 259 доларів для жінок. За межею бідності перебувало 10,6 % осіб, у тому числі 24,8 % дітей у віці до 18 років та 0,0 % осіб у віці 65 років та старших.
Цивільне працевлаштоване населення становило 314 особи. Основні галузі зайнятості: роздрібна торгівля — 21,7 %, виробництво — 20,1 %, освіта, охорона здоров'я та соціальна допомога — 19,7 %.